# Umbone (arma)

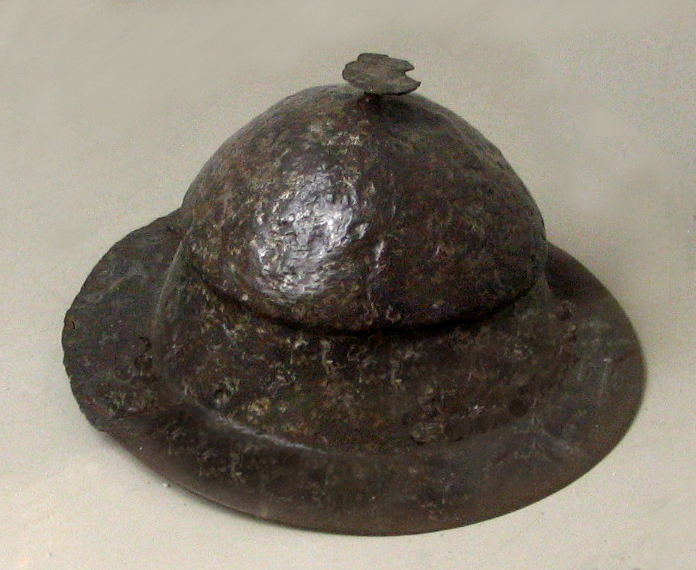
Umbone longobardo. Bergamo, Civico museo archeologico

L'umbone era l'elemento centrale sporgente dello scudo (arma da difesa) presso i Romani e gli altri popoli dell'antichità. Era in metallo ed inizialmente, essendo in corrispondenza dell'impugnatura, serviva a proteggere la mano da frecce e colpi, in seguito fu usato anche per colpire gli avversari. A volte era decorato. In periodo imperiale il termine era usato per indicare tutto lo scudo.